# Мария Анна Баварска (1551 – 1608)
Вижте пояснителната страница за други личности с името Мария Анна Баварска.
Мария Ана Баварска (на немски: Maria Anna von Bayern; * 21 март 1551, Мюнхен; † 29 април 1608, Грац) от фамилията Вителсбахи, е чрез женитба ерцхерцогиня на Вътрешна Австрия-Щирия.

## Живот
Тя е голямата дъщеря на херцог Албрехт V от Бавария (1528 – 1579) и съпругата му ерцхерцогиня Анна Австрийска (1528 – 1590), втората дъщеря на император Фердинанд I и Анна Ягелонина (1503 – 1547), принцеса от Бохемия и Унгария.
Мария Ана се омъжва на 26 август 1571 г. във Виена за чичо си ерцхерцог Карл Франц II (1540 – 1590) от Вътрешна Австрия, третият син на император Фердинанд I от фамилията Хабсбург и съпругата му Анна Ягелонина. Той е брат на император Фердинанд II.
След смъртта на нейния съпруг, възпитанието на децата (в частност на бъдещия император Фердинанд II) поема братът на Мария Ана, херцог Вилхелм V Баварски. Мария Анна Баварска преживява съпруга си с 18 години.

## Деца
Мария Ана и Карл Франц имат 15 деца:
1. Фердинанд (*/† 1572)
2. Анна (1573 – 1598) ∞ 1592 Сигизмунд III Васа, крал на Полша
3. Мария Христина (1574 – 1621), 1612 абатиса на Хал/Тирол ∞ 1595 – 1599 Сигизмунд Батори, велик княз на Трансилвания (Зибенбюрген)
4. Катарина Рената (1576 – 1595)
5. Елизабет (1577 – 1586)
6. Фердинанд II (1578 – 1637), император
7. Карл (1579 – 1580)
8. Грегория Максимилиана (1581 – 1597)
9. Елеонора (1582 – 1620), дама в манастир Хал/Тирол
10. Максимилиан Ернст (1583 – 1616), ерцхерцог
11. Маргарета (1584 – 1611) ∞ 1599 крал Филип III от Испания
12. Леополд V Фердинанд, ерцхерцог (1586 – 1632)
13. Констанца (1588 – 1631) ∞ 1602 крал Сигизмунд III от Швеция и Полша от род Васа
14. Мария Магдалена (1589 – 1631) ∞ 1608 Козимо II Медичи, великхерцог на Тоскана
15. Карл Йозеф, Постум (1590 – 1624), Велик магистър на Тевтонския орден (1618 – 1624) и епископ на Бреслау (1608 – 1624) и Бриксен (1613 – 1624)

- Портрети на децата
- Анна
- Мария Христина
- Катарина Рената
- Фердинанд II
- Грегория Максимилиана
- Максимилиан Ернст
- Маргарета
- Елеонора
- Леополд V Фердинанд
- Констанца Австрийска
- Мария Магдалена Австрийска (1589 – 1631)
- Карл Йозеф